# ویترویوس

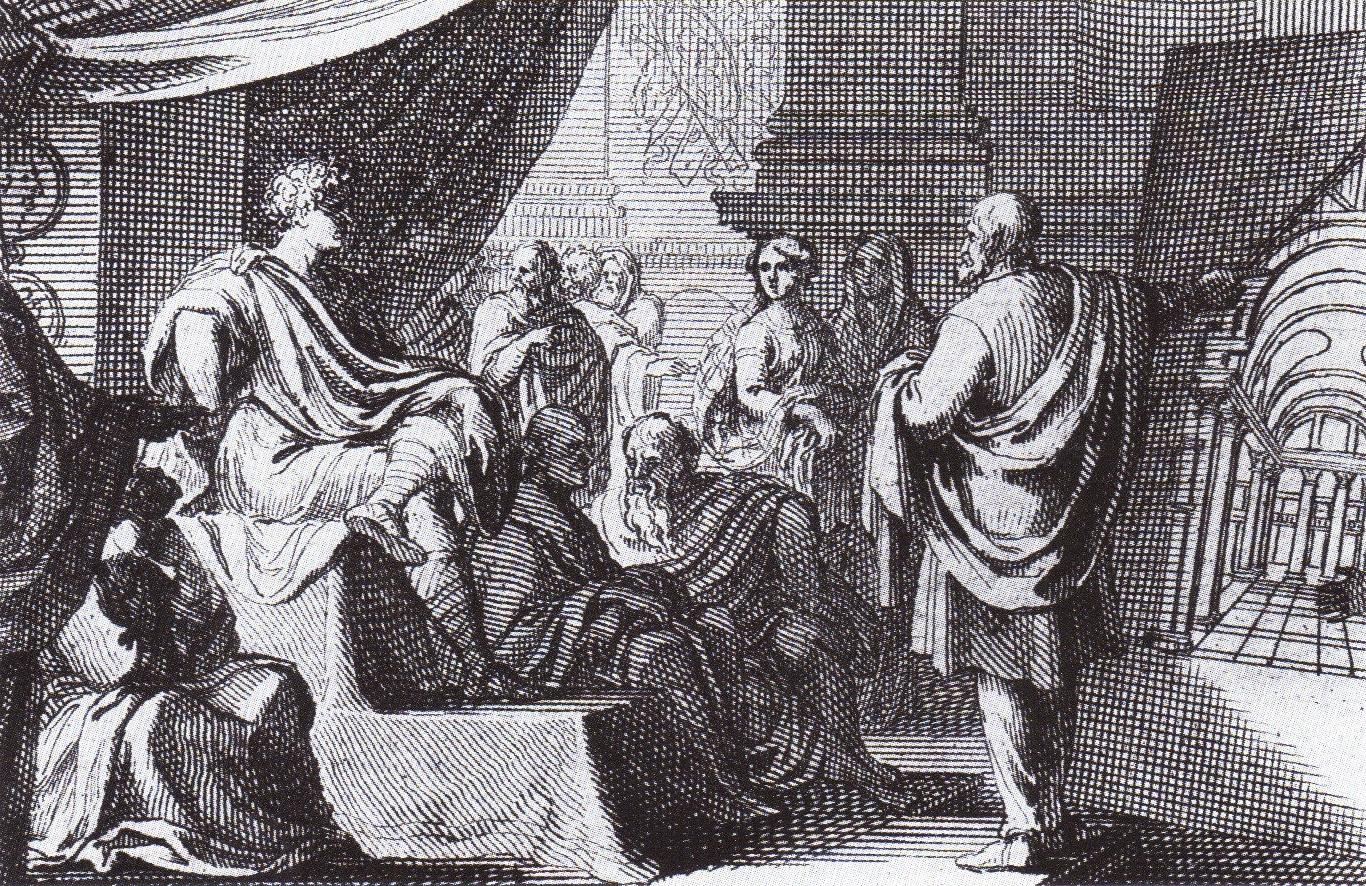
تصویری از ویترویوس در ۱۶۸۴ (راست) که در حال ارائه دادن ده کتاب معماری اثر ویترویوس به آگوستوس هست.

مارکوس ویترویوس پولیو (به انگلیسی: Marcus Vitruvius Pollio) نویسنده، مخترع و معمار رومی بود. اطلاعات کمی دربارهٔ زندگی ویترویوس در دسترس می‌باشد. اکثر اطلاعات و آگاهی ما دربارهٔ وی از تنها اثر خودش که برجا مانده‌است (ده کتاب معماری)(De Architectura)استخراج شده‌است. مشخص نیست که آیا حقیقتاً اسم و لقب وی مارکوس پولیو بوده یا نه. آنچه دربارهٔ او واضح است، این است که وی معمار بود. معماری رومی بار گسترده‌تر از یک موضوع در حال حاضر از جمله زمینه‌های مدرن معماری، مدیریت ساخت، مهندسی ساختمان، مهندسی شیمی، مهندسی عمران، مهندسی مواد، مهندسی مکانیک، مهندسی نظامی و برنامه‌ریزی شهری بود.
با این حال تنها ساختمانی که ما می‌دانیم او کار کرده‌است، کلیسایی است که خود وی بدان اشاره می‌کند." بنای این کلیسا در سال ۱۹ قبل از میلاد به پایان رسید. این بنا در شهر فنوم فرتونا، که شهر کنونی فنو می‌باشد، ساخته شده‌است.
کلیسای Di Fano (نام ایتالیایی ساختمان) به‌طور کامل ناپدید شده‌است، به طوری که بازسازی آن امکان‌پذیر نبوده‌است. ۱۸ گرلمو کاردانو (Gerolamo Cardano)، در کتاب خود دلد سوبتیلیتت روم(De subtilitate rerum)، ویترویوس را در رتبه دوازده شخصی قرار می‌دهد که جزو برترین اشخاص آن زمان در دسته‌بندی مردان مخترع و نابغه می‌باشد. با وجود این به ویترویوس لقب اول را در این رده‌بندی نمی‌دهد."

## آثار

### ماشین‌ها
نحوه کار برای توصیف بسیاری از دستگاه‌های مختلف مورد استفاده برای سازه‌های مهندسی از قبیل بالابر و آسانسور، جرثقیل و قرقره و همچنین ماشین‌های جنگی مانند منجنیق و موتورهای محاصره مهم است. ویترویوس به عنوان یک تمرین مهندسی باید دربارهٔ تجربیات شخصی خودش، نه به سادگی توصیف کارهای دیگران سخن می‌گفت. او همچنین ساخت ساعت آفتابی و ساعت آبی و استفاده از آیولیپایل (اولین موتور بخار) به عنوان یک آزمایش برای نشان دادن ماهیت حرکت هوا را شرح داد.

### قنات
توضیحات او دربارهٔ قنات شامل روش‌های مطالعه و انتخاب دقیق دربارهٔ مصالح مورد نیاز است، هرچند فرانتینوس، (شخصی که به اداره بسیاری از کانالهای آب در روم در اواخر قرن ۱ میلادی منصوب شد) یک قرن بعد دربارهٔ جزئیات بیشتری از مشکلات عملی که در ساخت و ساز و تعمیر و نگهداری آن‌ها نیاز است، توضیحاتی داده‌است. مسلماً کتاب ویترویوس کمک بزرگی برای او در این راه بوده‌است.

### مصالح
او به توصیف بسیاری از مواد که در ساخت و سازهای مختلف برای طیف گسترده‌ای از سازه‌های مختلف استفاده می‌شده‌است، و همچنین جزئیات مانند نقاشی گچی پرداخته‌است. از توصیفات عمیق او دربارهٔ بتن و آهک، دلیل طول عمر بسیاری از ساختارهای روم که شاهد قطعی از مهارت رومی‌ها در به‌کارگیری مصالح ساختمانی و طراحی است را دریافت خواهیم کرد.
ویترویوس به خوبی شناخته شده‌است و اغلب به عنوان یکی از اولین منابع باقی‌مانده‌است که توصیه به عدم استفاده از سرب در لوله‌های آب آشامیدنی واستفاده از خاک رس یا ایجاد کانالهای سنگریزه پرداخته‌است. او پس از مشاهده تجربی از بیماری کارگران ریخته‌گری سرب به این نتیجه رسید. ویترویوس در کتابش داستان معروف در مورد ارشمیدس و تشخیص طلا از طلا تقلبی در تاج سلطنتی را در کتابش آورده‌است.

## اندیشه
از نظر ویترویوس طبیعت سیستماتیک معماری کلاسیک و استراتژی‌های طراحی نظامی آن، قابلیت پاسخدهی به شرایط محلی را ندارند. به همین دلیل او به دنبال تعدیل و تنظیم‌های زیبایی شناسانه ای بود که در مواردی می‌توانستند معمار را به سمت طراحی شهودی ببرند. نگاه او را باید در تقابل با تعریف کلاسیسیسم از معمار به عنوان مدیر صرف الگوریتم‌های هندسی دانست. 

## شهرت
بیشترین شهرت وی از کتابی است با عنوان "دربارهٔ معماری" (به انگلیسی: De Architectura On Architecture"). به گفته خودش افسر توپخانه هم بوده و شماری افراد خبره در این کار هم تحت فرمانش بوده‌اند. این کتاب که با عنوان در باب معماری هم شناخته میشود برای تقدیم به امپراتور وقت سزار آگوستوس نوشته شده بوده است.